# Torneio Internacional Zé Dú de 2008
O Torneio internacional “Zé Dú” de  hóquei em patins  visa homenagear o Presidente da República de Angola, José Eduardo dos Santos. Realizou-se de 20 a 24 de Agosto de 2008., no Pavilhão Anexo nº I da Cidadela Desportiva, Luanda, o 8.º Troféu Internacional de Hóquei em Patins, denominado "Troféu José Eduardo dos Santos". 

## Grupo
| Time               | J | V | E | D | GP | GC | SG  | Pts |
| ------------------ | - | - | - | - | -- | -- | --- | --- |
| S. L. e Benfica    | 5 | 4 | 1 | 0 | 28 | 5  | +23 | 13  |
| Juventude de Viana | 5 | 3 | 1 | 1 | 15 | 12 | +3  | 10  |
| A.D.Oliveirense    | 5 | 2 | 2 | 1 | 23 | 10 | +13 | 8   |
| Andes Talleres     | 5 | 2 | 0 | 3 | 12 | 29 | −17 | 6   |
| Petro de Luanda    | 6 | 1 | 2 | 3 | 12 | 14 | −2  | 5   |
| selecção Sub20     | 4 | 0 | 0 | 4 | 2  | 18 | −16 | 0   |

|                 | SLB | J.V | ADO | A.T  | P. L | ANG |
| --------------- | --- | --- | --- | ---- | ---- | --- |
| S. L. e Benfica | –   | 6–2 | 2–2 | 9–0  | 6–0  | 5–1 |
| Juv. de Viana   |     | –   | 3–2 | 7–2  | 1–1  | 3–0 |
| U.D.Oliveirense |     |     | –   | 12–2 | 3–3  | 4–0 |
| Andes Talleres  |     |     |     | –    | 3–2  | 4–0 |
| Petro de Luanda |     |     |     |      | –    | 6–1 |
| selecção Sub20  |     |     |     |      |      | –   |

## Ligações Externas
- mundook
- / Angolapress